# Westen
| Nordwest | Norden  | Nordost |
| Westen   | Kompass | Osten   |
| Südwest  | Süden   | Südost  |

Westen ist eine der vier Haupthimmelsrichtungen. Das Adjektiv dazu ist westlich. Diese Richtung weist parallel zum Äquator, entgegen der Drehung der Erde, also in Richtung Sonnenuntergang. Daher wird in vielen Sprachen Untergang mit Westen gleichgesetzt (siehe auch Okzident und Abendland).
Poetische bzw. nicht mehr gebräuchliche Sprechweisen für Westen sind: Abend oder gen Sonnenuntergang. Hinsichtlich des Westwindes ist gebräuchlich: Es weht ein West oder ein heftiger West.

## Mythologie und Symbolik
Im Altgriechischen steht Dysis, Göttin des Sonnenuntergangs, auch eine römische Hore, für den Westen, da ihre Aufgabe unter anderem darin bestand, ein Westtor zu bewachen.
In der nordischen Mythologie tragen die vier Zwerge Norðri, Suðri, Austri und Vestri den Schädel Ymirs, aus welchem die Asen das Himmelsgewölbe errichteten, Vestri ist der Zwerg des Westens.
In China steht der Erdzweig des Hahns (酉 yǒu) und das Trigramm Sumpf (兌 duí) symbolisch für die Himmelsrichtung Westen.

## Der Westen im übertragenen Sinn
Geistesgeschichtlich hatte sich für Europa der Begriff des Abendlandes herausgebildet, in dem Abend als Ort des Sonnenuntergangs (daher lateinisch auch "occidens") die Himmelsrichtung „Westen“ markiert, im Gegensatz zum Morgenland im Osten, wo die Sonne aufgeht. Seit den Zeiten des klassischen Griechenlands grenzt sich der „Westen“ (Europa) kulturell vom „Osten“, dem Orient (Asien), ab. Eine bedeutende Vertreterin dieser Ansicht ist Edith Hamilton.
Im ethnischen, historischen und technikgeschichtlichen Sinn bezeichnet „Westen“ das ganze Europa, das indogermanische Ursprünge hat, von griechisch-römischer Kultur und christlicher Religion geprägt wurde, und eine gemeinsame Geschichte vorweisen kann.
Nach 1938 kam der Sprachgebrauch des „demokratischen Westens“ bzw. die Westmächte als Gegensatz zu den nicht-demokratischen Staaten Mittel- und Osteuropas auf.
Im politisch-kulturellen Sinne versteht man unter dem Westen hauptsächlich Westeuropa und Nordamerika, die von Renaissance, Reformation und Aufklärung, sowie Revolutionen und verschiedenen Bewegungen der Emanzipation am stärksten beeinflusst wurden. Jedoch gleichen sich derzeit die ostmitteleuropäischen Staaten politisch und wirtschaftlich immer mehr Westeuropa an, beispielsweise durch den Beitritt zur Europäischen Union.
Im Nachkriegsdeutschland war „der Westen“ im Sprachgebrauch auch die Bezeichnung für Westdeutschland, die als Westzone den Westmächten nach dem Zweiten Weltkrieg zugewiesenen Teile Deutschlands. Aus ihr ging die Bundesrepublik Deutschland hervor. Heute wird daher noch der Begriff „Wessi“ hergeleitet, einer scherzhaften bis pejorativen Bezeichnung für Bewohner der Bundesrepublik Deutschland zu Zeiten der DDR.